# Linus Spacehead's Cosmic Crusade
Linus Spacehead's Cosmic Crusade är ett plattforms-äventyrsspel utgivet 1992 av Codemasters till NES. Under titeln Cosmic Spacehead släpptes 1993 även versioner till Amiga, MS-DOS, Sega Game Gear, Sega Master System och Sega Mega Drive. Spelet är uppföljare till Linus Spacehead, som endast utgavs på samlingen  Quattro Adventure.

## Handling
Huvudpersonen är utomjordingen Linoleum.

### Fotnoter
1. ↑  ”Linus Spacehead's Cosmic Crusade Release Information for NES”. GameFAQs. Arkiverad från originalet den 3 december 2013. https://web.archive.org/web/20131203022753/http://www.gamefaqs.com/nes/587414-linus-spaceheads-cosmic-crusade/data. Läst 28 november 2013.